# Старая Орья
Старая Орья (баш. Иҫке Уръя) — деревня в Янаульском районе Республики Башкортостан Российской Федерации. Входит в состав Байгузинского сельсовета.

## География

### Географическое положение
Расположена на реке Орье. Расстояние до:
- районного центра (Янаул): 21 км,
- центра сельсовета (Байгузино): 3 км,
- ближайшей ж/д станции (Янаул): 21 км

## История
Деревня возникла по припуску по грамоте 1653 года и является самым ранним марийским поселением в Башкирии.
В 1748 году насчитывалось 80 ясачных марийцев мужского пола. 76 человек принимало участие в пугачевском восстании.
В 1795 году — 240 жителей (124 мужчины и 116 женщин). После этого выделилась деревня Новая Орья.
В 1834 году в Старой Орье — 172 человека, в 1859 — 236 человек.
В 1842 году пчеловодам принадлежало 19 ульев и 1 борть.
В 1870 году — деревня 3-го стана Бирского уезда Уфимской губернии, 45 дворов и 264 жителя (134 мужчины и 130 женщин), все марийцы. В деревне находились 3 водяные мельницы, жители занимались пчеловодством.
В 1896 году в деревне Байгузинской волости IV стана Бирского уезда — 55 дворов, 328 жителей (176 мужчин, 152 женщины), казенная винная лавка.
В 1906 году — 282 жителя, водяная мельница.
В 1920 году по официальным данным в деревне 65 дворов и 282 жителя (141 мужчина, 141 женщина), по данным подворного подсчета — 302 марийца в 68 хозяйствах.
В 1926 году деревня относилась к Янауловской волости Бирского кантона Башкирской АССР.
В 1939 году в деревне 251 житель, в 1959 — 208 жителей.
Во время Великой Отечественной войны действовал колхоз «Правда».
В 1982 году население — около 110 человек.
В 1989 году — 76 человек (26 мужчин, 50 женщин).
В 2002 году — 102 человека (46 мужчин, 56 женщин), марийцы (99%).
В 2004 году в деревне открылся социально-культурный центр с библиотекой, начальной школой и фельдшерским пунктом.
В 2010 году — 89 человек (40 мужчин, 49 женщин).
Центральная усадьба СПК им. В. И. Ленина.

## Население
| 2002 | 2009 | 2010 |
| ---- | ---- | ---- |
| 102  | →102 | ↘89  |